# Llámame
Llámame (spanisch Rufe mich) ist ein englischsprachiger Popsong, der vom rumänischen Sänger WRS interpretiert wurde. Mit dem Titel vertrat er Rumänien beim Eurovision Song Contest 2022 in Turin.

## Hintergrund
Im Dezember 2021 wurde bekanntgegeben, dass WRS an der kommenden Ausgabe der Selecția Națională 2022 teilnehmen werde, welche als rumänische Vorentscheidung zum Eurovision Song Contest fungiert. Am 3. Januar 2022 wurde Llámame erstmals der Öffentlichkeit präsentiert. In einer Vorauswahl am 9. und 10. Februar qualifizierte sich WRS für das am 12. Februar 2022 stattfindende Halbfinale. Aus diesem konnte er sich für das Finale qualifizieren. Die letzte Show fand am 5. März statt. Diese gewann der Sänger mit insgesamt 59 Punkten, wobei er die höchste Punktzahl der Jury erhielt.
WRS schrieb den Text mit Cezar Gună, die Musik komponierte er mit Gună, Alexandru Turcu und Costel Dominteanu. Letzterer produzierte auch den Titel.

## Inhaltliches
Der Refrain des Titels wird auf Spanisch gesungen, wobei die Zeilen „Hola, mi bebé-bé“ und „Llámame, llámame“ jeweils abwechselnd gesungen werden. Die Strophen sowie der Pre-Chorus werden auf Englisch gesungen.

## Veröffentlichung
Die kommerzielle Veröffentlichung von Llámame fand am 10. Februar 2022 statt. Ein Musikvideo erschien am 23. April. Es wurde unter der Regie von Andra Marta und Cristina Poszet gedreht. Über das Video erklärte der Sänger, dass es seinen Werdegang als Sänger aufzeige und die Vorstellung, dass sich harte Arbeit auszahle.

## Beim Eurovision Song Contest
Rumänien wurde ein Platz in der zweiten Hälfte des zweiten Halbfinale des Eurovision Song Contest 2022 zugelost, welches am 12. Mai stattfand. Am 29. März wurde bekanntgegeben, dass das Land die Startnummer 13 erhalten hat. Das Land konnte sich erfolgreich für das Finale qualifizieren und erhielt die Startnummer 2. Im Finale am 14. Mai erreichte Rumänien mit insgesamt 65 Punkten den 18. Platz.